# Vodní nádrž Štěchovice
Údolní přehradní nádrž Štěchovice je vodní dílo, vytvořené vzedmutím hladiny řeky Vltavy hrází vodní elektrárny Štěchovice. Je druhou nejstarší součástí Vltavské kaskády vodních děl. Nádrž byla napuštěna v roce 1943.

## Historie
Štěchovické peřeje, od 18. století nazývané Svatojánské proudy, byly nejvážnější překážkou vorové plavby a z vltavského toku tak činily jednocestnou vodní cestu. Snahy o zmírnění plavebních úskalí v tomto místě se měnily v závislosti na technických možnostech doby. Prvním počinem bylo odstřelení nebezpečných skalních bloků v 17. století. Konec 19. století již nabízel možnost oboucestné dopravy v podobě soustav zdýmaných propustí. Svou sílu nabízely i parní lokomotivy pro lanový přetah lodí. Všechna tato řešení výrazně nesnižovala krajinný půvab Svatojánských proudů, jejichž obliba vzrostla s rozvojem železničních spojení. V 70. letech 19. století zde tok řeky sledoval Bedřich Smetana, který tomuto úseku věnoval nejdramatičtější úsek symfonické básně. V roce 1889 zde čerstvě vzniklý Klub českých turistů vyznačil svou vůbec první turistickou trasu.  
Atraktivní prostředí přilákalo ke břehům řeky pod Svatojánskými proudy trampy, kteří zde v roce 1919 založili nejslavnější trampskou osadu Ztracená naděje. Projekty na energetické využití řeky Vltavy, které začaly vznikat od roku 1911, dodaly názvu osady reálnou náplň. V roce 1943 zmizela spolu s větší částí Svatojánských proudů pod hladinou přehradního jezera. Obtížná přístupnost v kombinaci s válečným obdobím dostavby daly vzniknout příběhu Štěchovického pokladu. Na konec nádrže později navázala hráz vodní elektrárny Slapy.

V srpnu 2002 protékal profilem nádrže veletok o průtoku přes 3 000 m3/s rychlostí horské řeky.

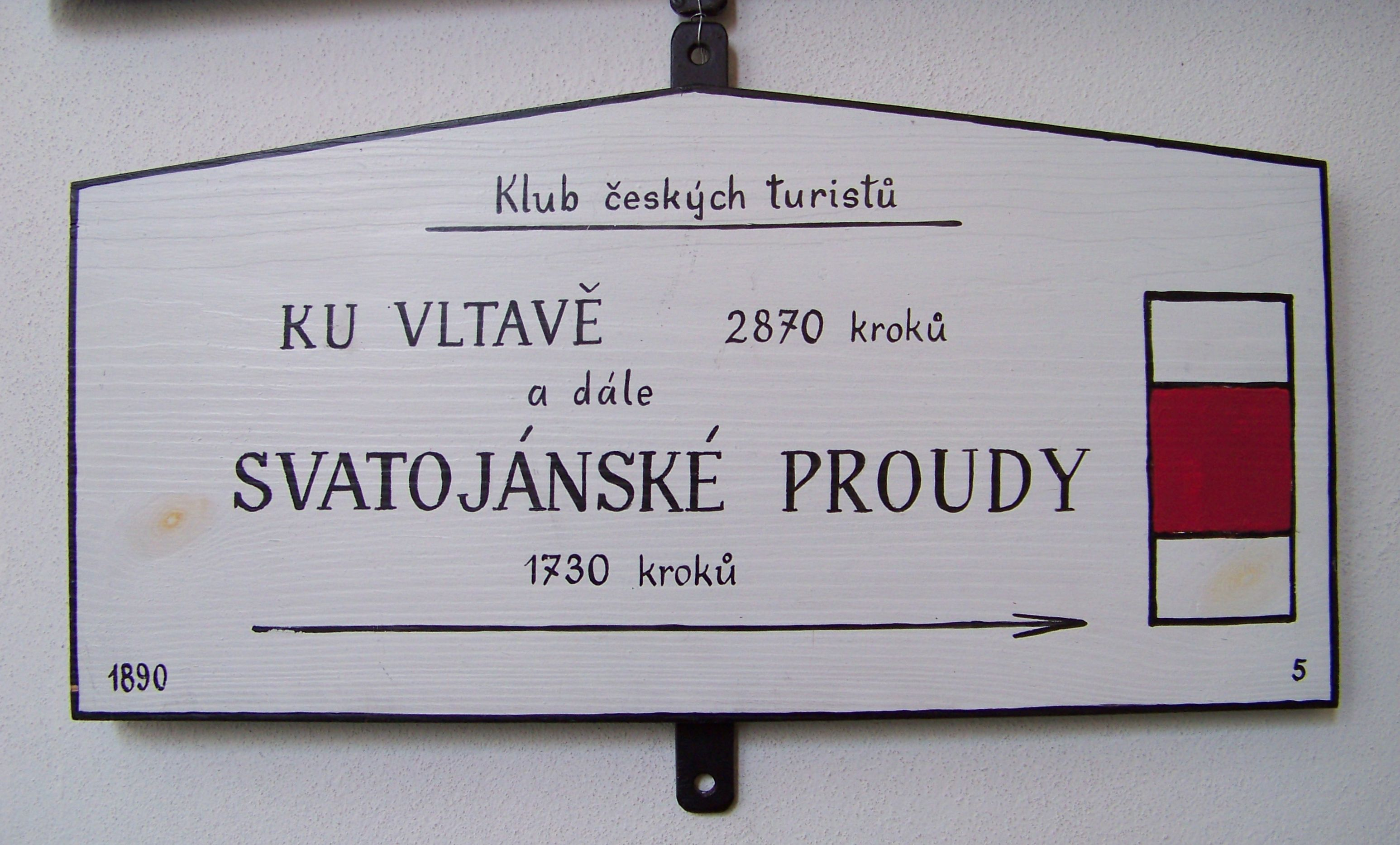
Historická směrovka
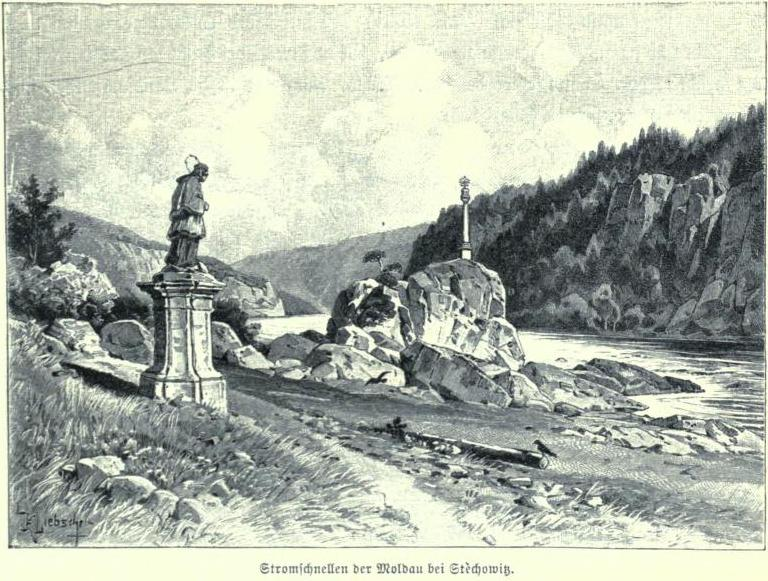
Svatojánské proudy 1896
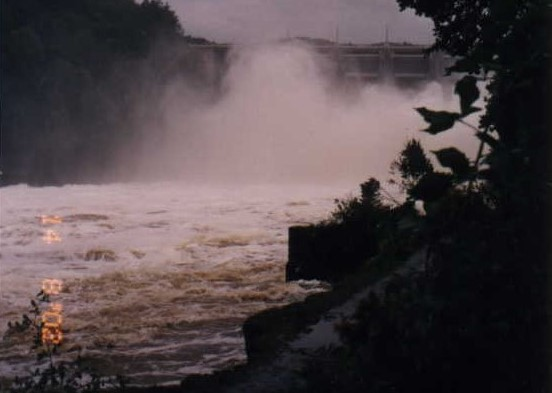
Svatojánské proudy 14.8.2002
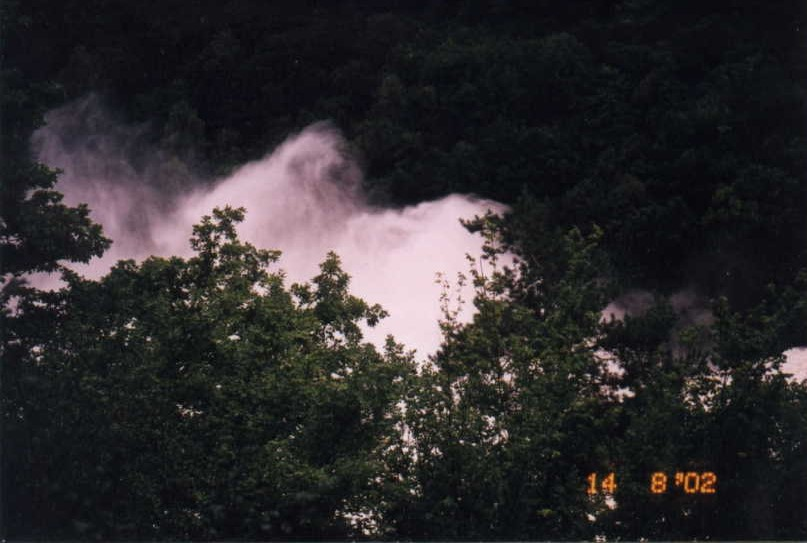
Údolí pod Slapskou přehradou v srpnu 2002

## Popis
Vzedmutí hladiny se odvíjí od 84,3 říčního kilometru a dosahuje po 9,4 km paty hráze Slapské přehrady. Z celkové plochy nádrže 114 ha připadá na zatopenou plochu 96 ha. Průměrný průtok 84,5 m3/s odpovídá ročnímu odtoku 2 730 milionu m3 z plochy 12 980 km2. Celkový objem nádrže 11,2 milionu m3 vzniká při nadmořské výšce standardní hladiny 219 metrů. Zásobní prostor při hladině snížené o 4,6 metrů, odpovídající hraně pevného přepadu hráze, je 4,7 milionu m3. Běžný denní rozkyv hladin převyšuje jeden metr.
Do nádrže přitékají dva menší potoky o průtoku v řádu desítek litrů za sekundu. Potok na pravém břehu vytváří těsně před vtokem do nádrže Krňanské vodopády o výšce 3 metry.
Úzké přehradní jezero je po obou březích lemováno vysokými skalnatými břehy, z nichž většina spadá přímo do vodní hladiny, Žádný z břehů tak nelze projít podél vody. Přehradní nádrž se svým okolím patří mezi nejatraktivnější krajiny v blízkosti hlavního města. Na pravém břehu leží přírodní rezervace Kobylí dráha s pásmy zakrslé suťové vegetace.  

## Využití
Hlavním účelem nádrže je funkce regulátoru spodní hladiny pro výkon vodní elektrárny Slapy.

### Rekreace
Vzhledem k obtížné přístupnosti, chladné vodě a kolísající hladině nedošlo v oblasti k rozvoji chatové výstavby do podoby chatových měst, známých z údolí Berounky nebo Sázavy. Významná část chat pochází z prvorepublikové výstavby.
Po obou březích přehradní nádrže vedou turistické trasy. Levé úbočí je proraženo skalními tunely pro pěší a stezka vede nevysoko nad vodou. Nad pravým břehem vede cesta vysoko po hřebenech a poskytuje vyhlídky do meandrujícího kaňonu. Mezi nejproslulejší vyhlídkové body patří Zadka na levém břehu a Skalisko Bednář, Máj a Smetanova vyhlídka na pravém břehu. Na pravobřežní prohlídku navazují turistické trasy vedoucí ke kaňonu nedaleké Sázavy. Nejnavštěvovanější turistickou trasou je 5,2 km dlouhá Naučná stezka Svatojánské proudy mezi Třebenicemi a Štěchovicemi, která prochází i obnovenou osadou Ztracená naděje.

Svatojánské proudy ožívají v době přelivu velké vody přes propusti Slapské přehrady, kdy se tichá hladina přehradní nádrže změní na svém konci ve zpěněnou masu. Zhášená energie po šedesátimetrovém pádu je zde srovnatelná s vývařišti velikých vodopádů. 

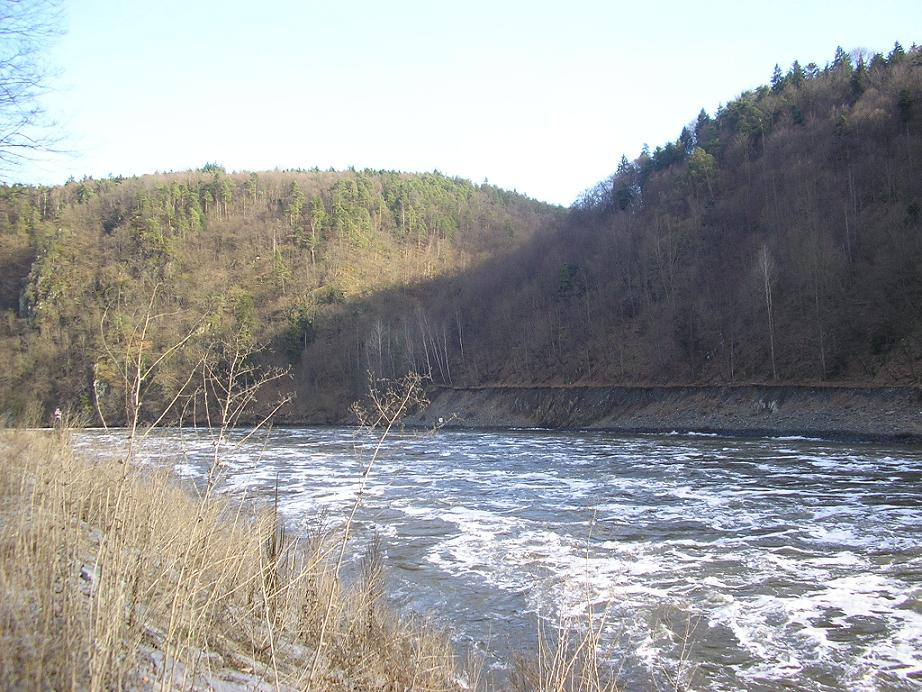
Štěchovická nádrž 2.4.2006
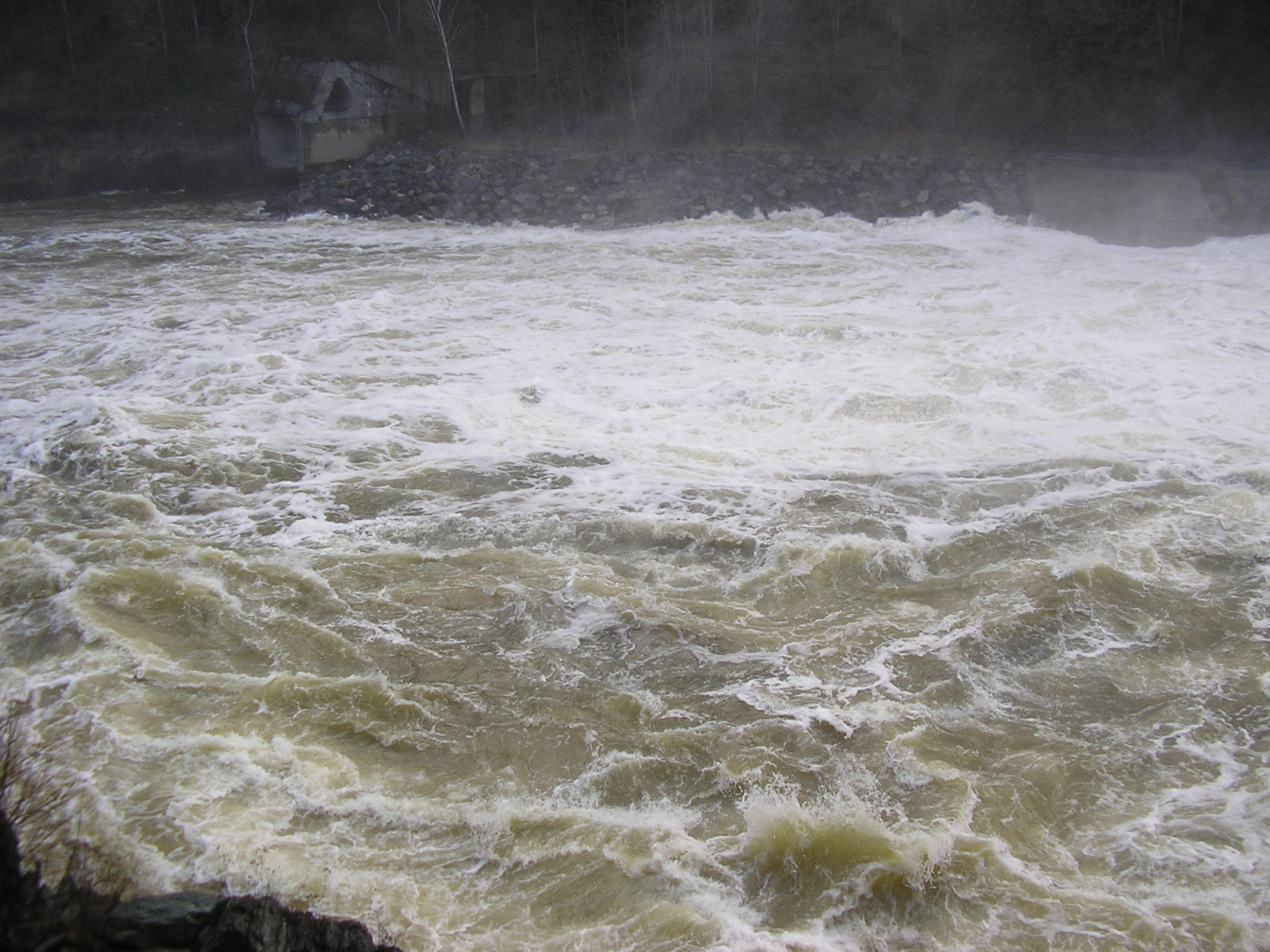
Svatojánské proudy po pádu z 60 metrů
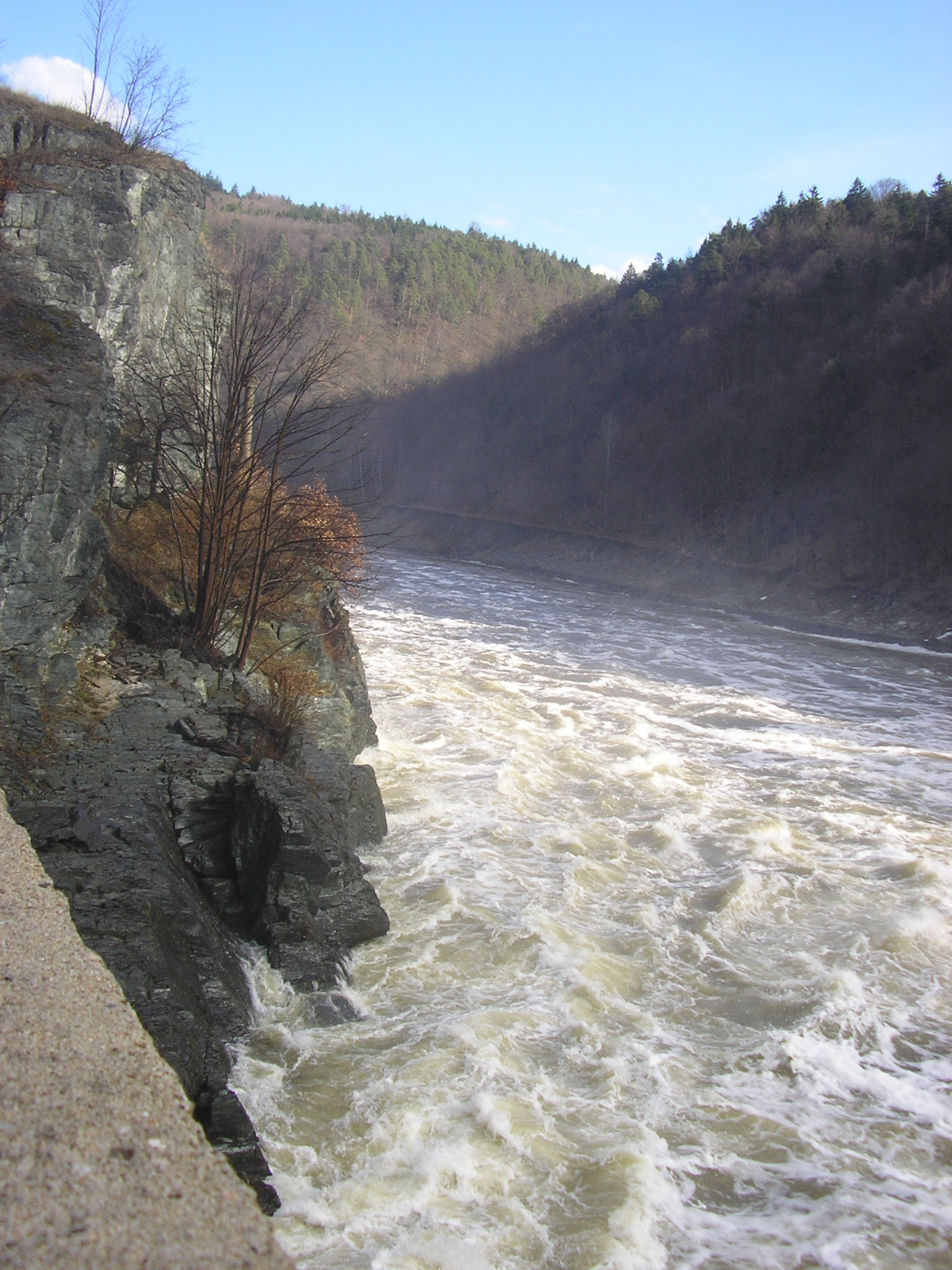
Nádrž při cca 800 m3/s
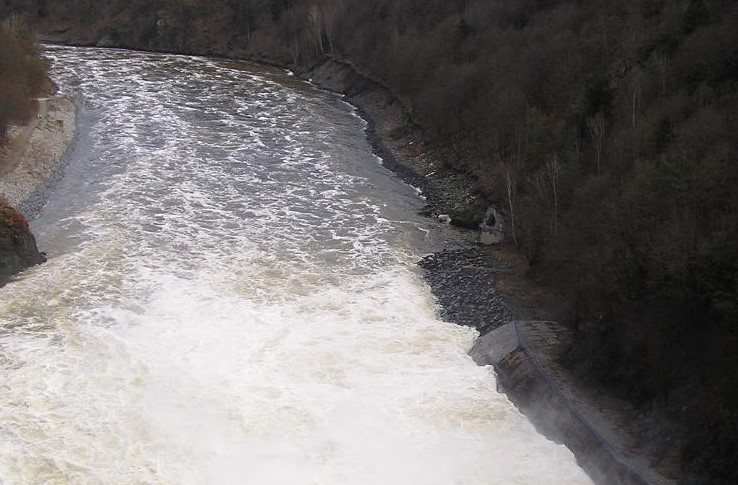
Pohled z hráze při přelivu jediného pole
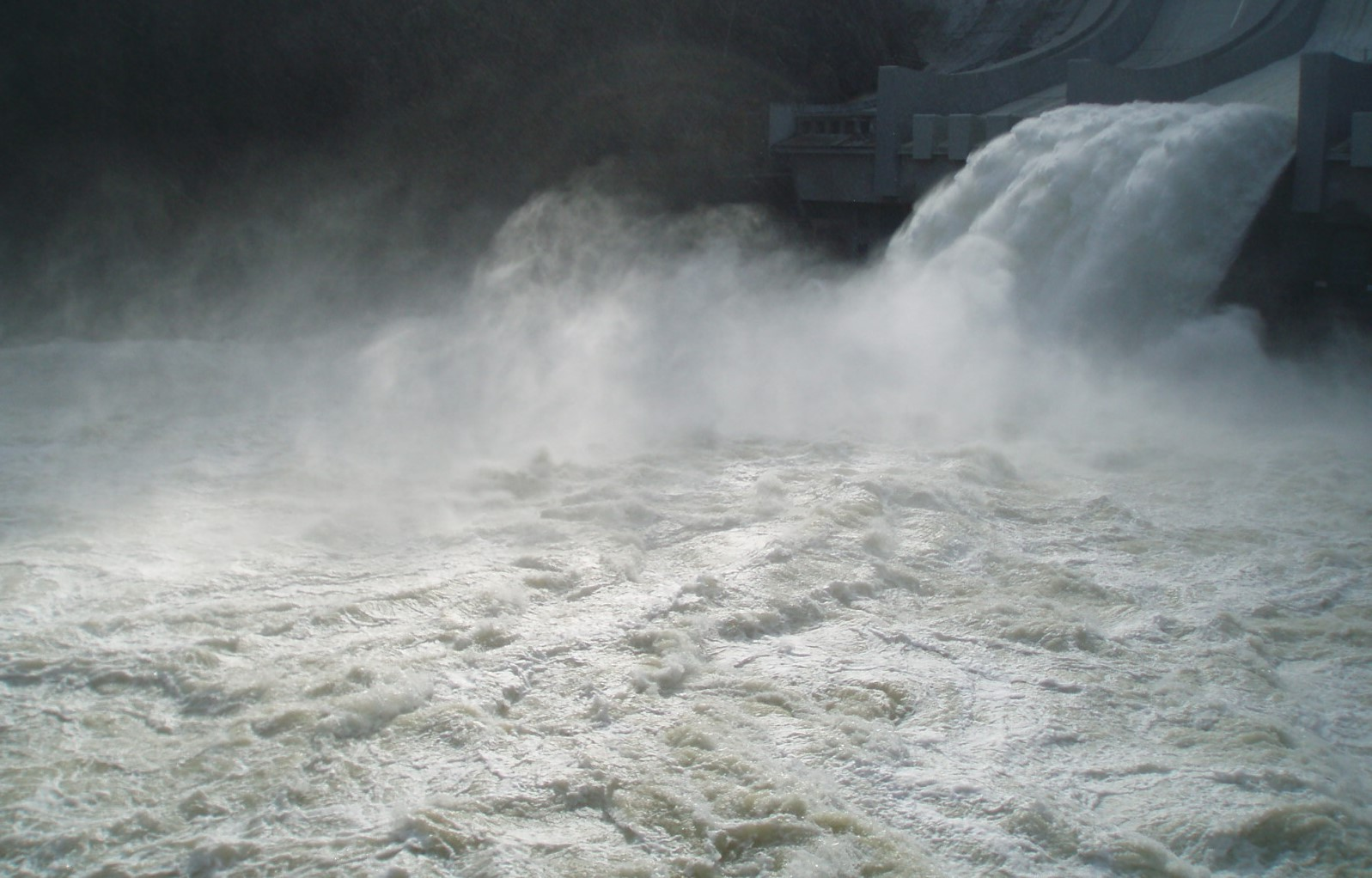
Svatojánské proudy jako vývařiště (duben 2006)

### Rybolov
Studené spodní vody neumožňují vznik dostatečné masy planktonu a pro rybí osádku jsou charakteristické nízké váhové přírůstky. Proměnlivá hladina rovněž nepřispívá k přirozenému rozmnožování. Úlovkové možnosti sportovního rybolovu zvyšuje nárazové vysazování pstruha duhového. Přestože nelze atraktivní úlovek vyloučit, nepatří nádrž mezi objekty intenzivního sportovního rybolovu. Jedná se o typ revíru, kde nižší naděje na úlovek je vyrovnána až překonána atmosférou rybolovu. Je tradiční součástí nabídky Českého rybářského svazu s označením Vltava 9.

### Doprava
Sportovní doprava ze Šumavy či z Lužnice do Prahy je vzácností stejně jako nákladní doprava z Prahy do Třebenic. Hladina nádrže je součástí vodní cesty Dolní Vltava a ukončením vyhlídkové osobní dopravy Praha – Slapy.  

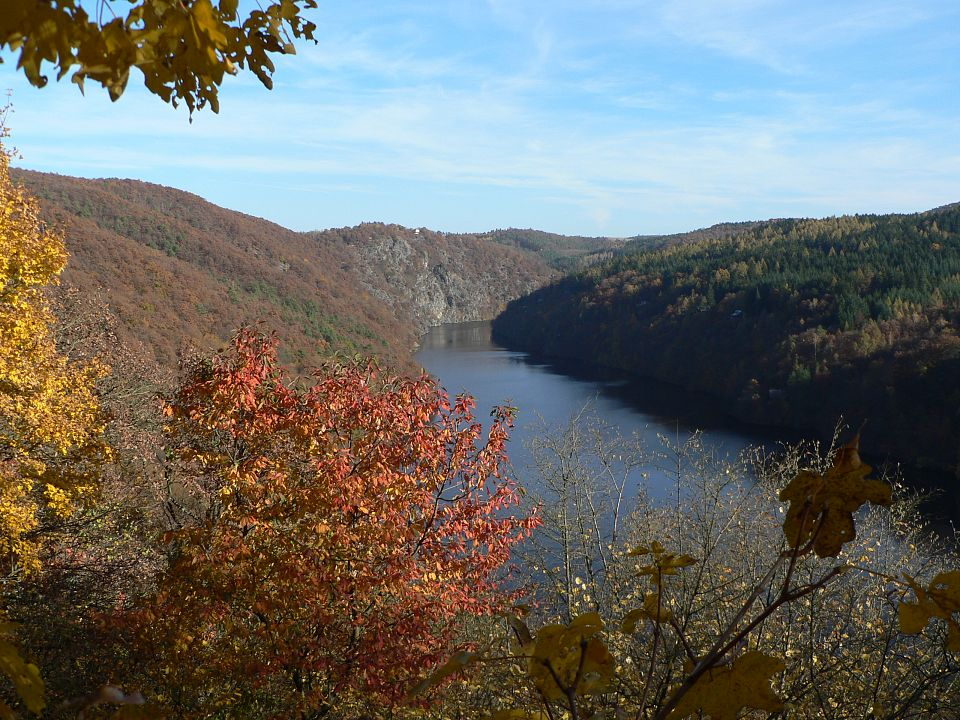
Jezero v podzimních barvách
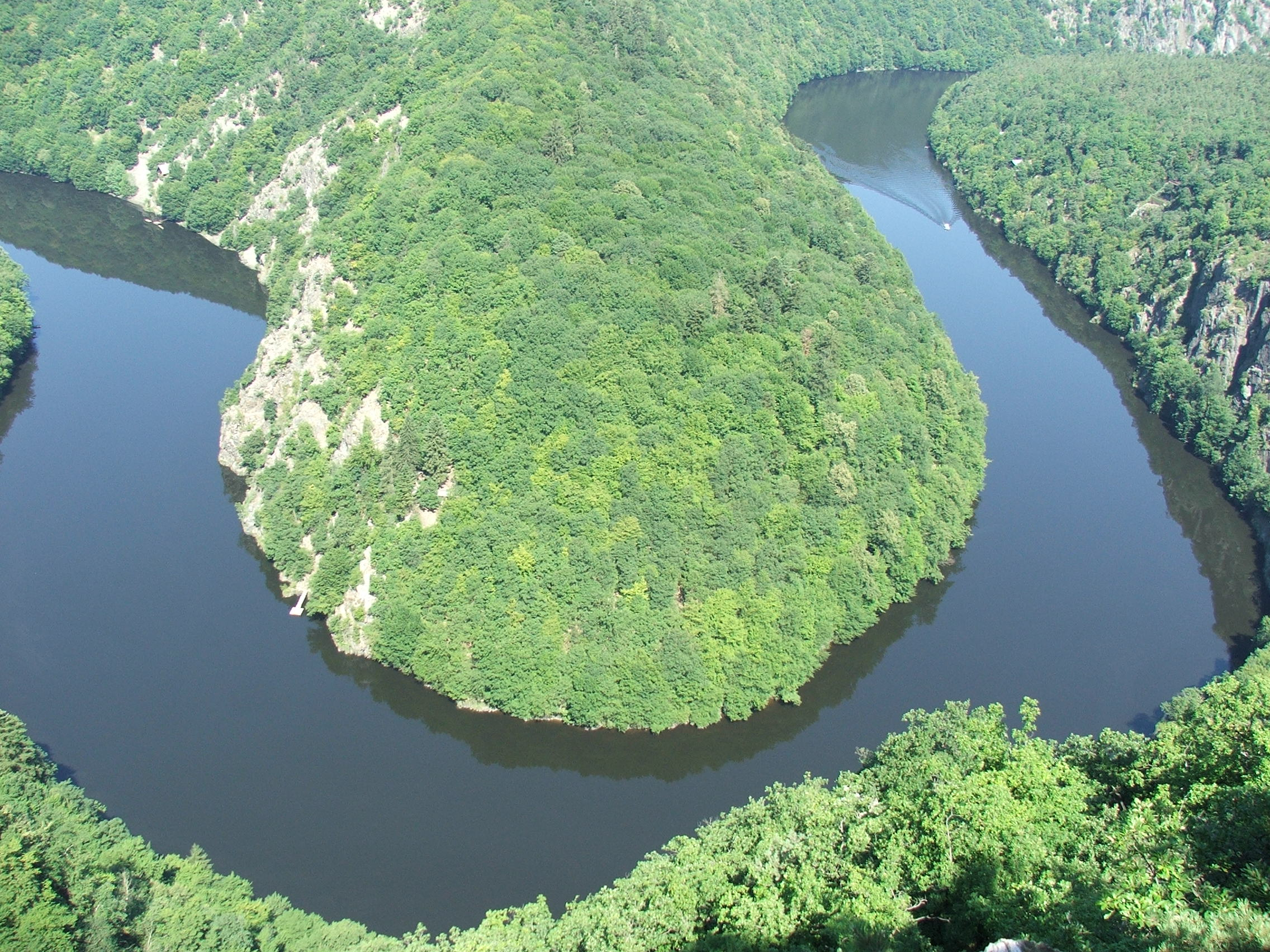
Nejdelší poloostrov z vyhlídky Máj
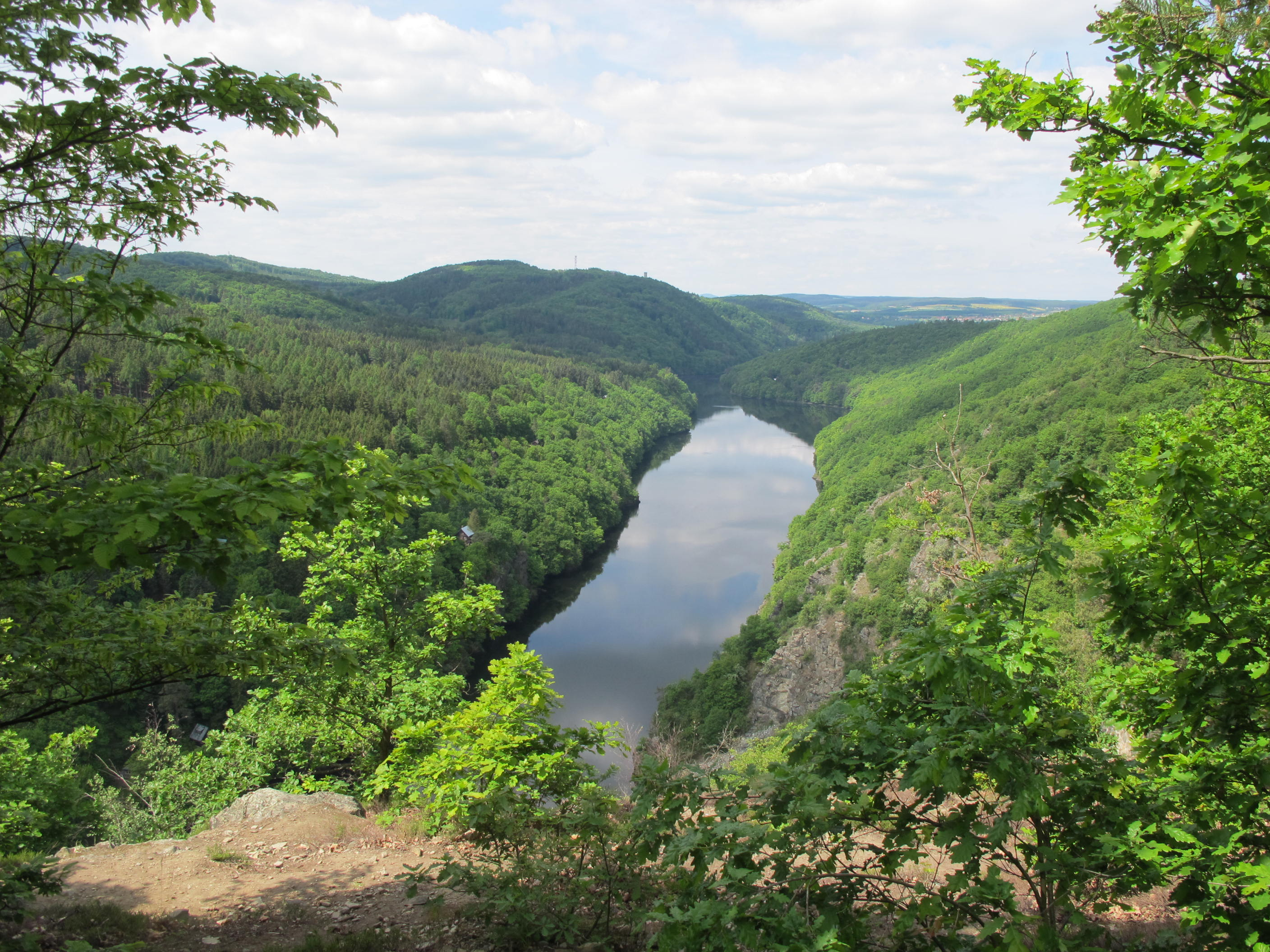
Pohled ke Štěchovicím ze Smetanovy vyhlídky
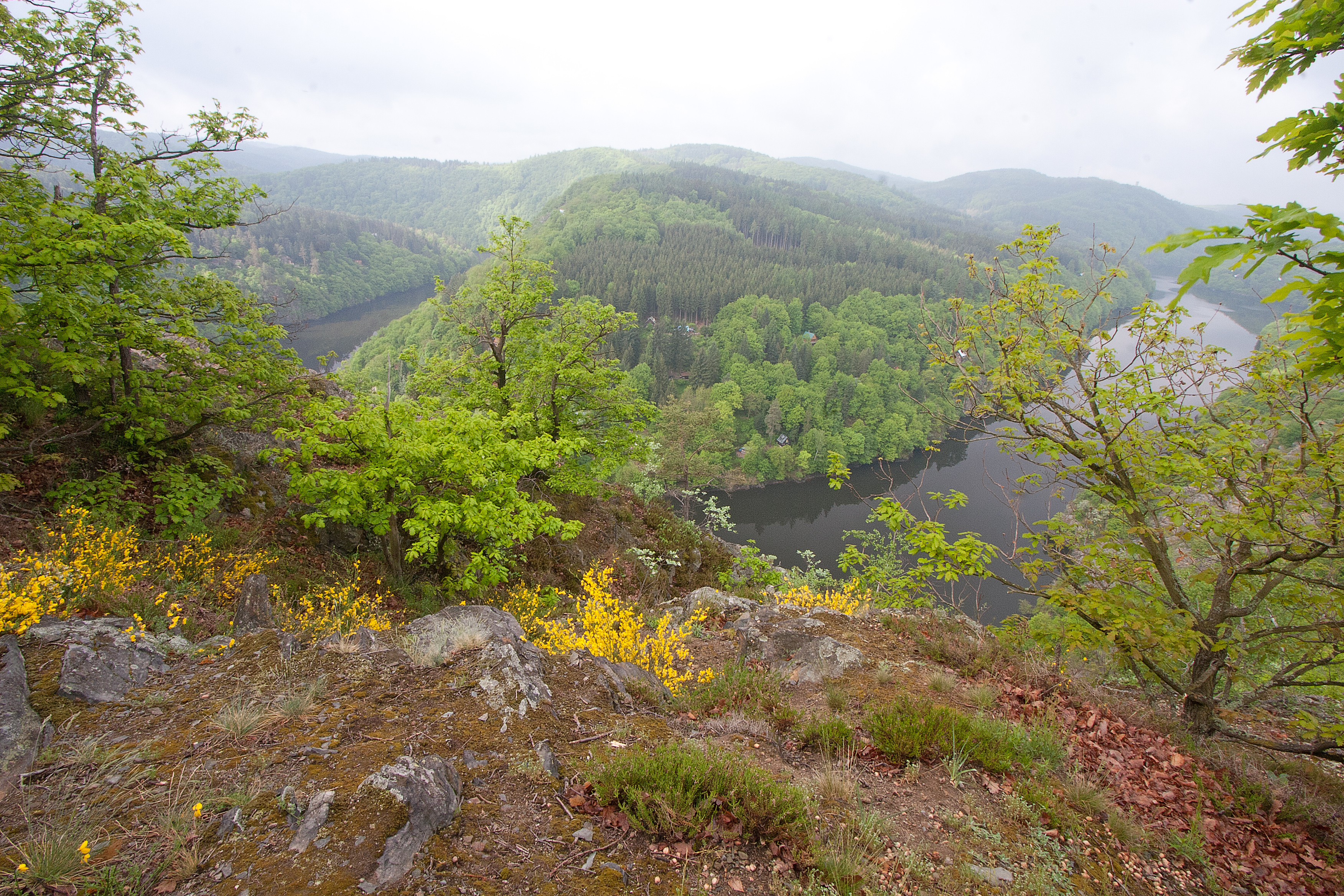
Smetanova vyhlídka v květnu
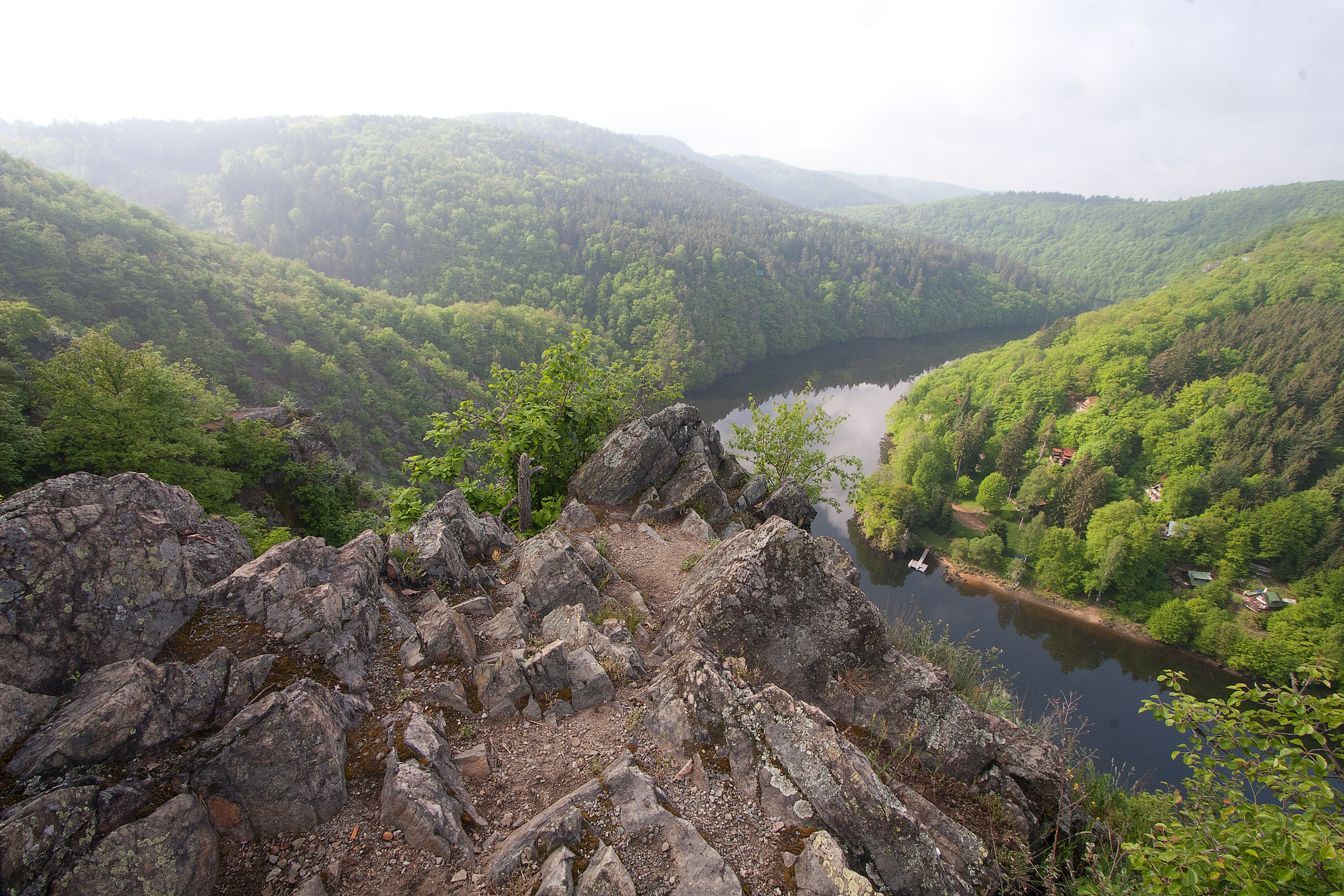
Pohled směrem ke Slapům ze Smetanovy vyhlídky
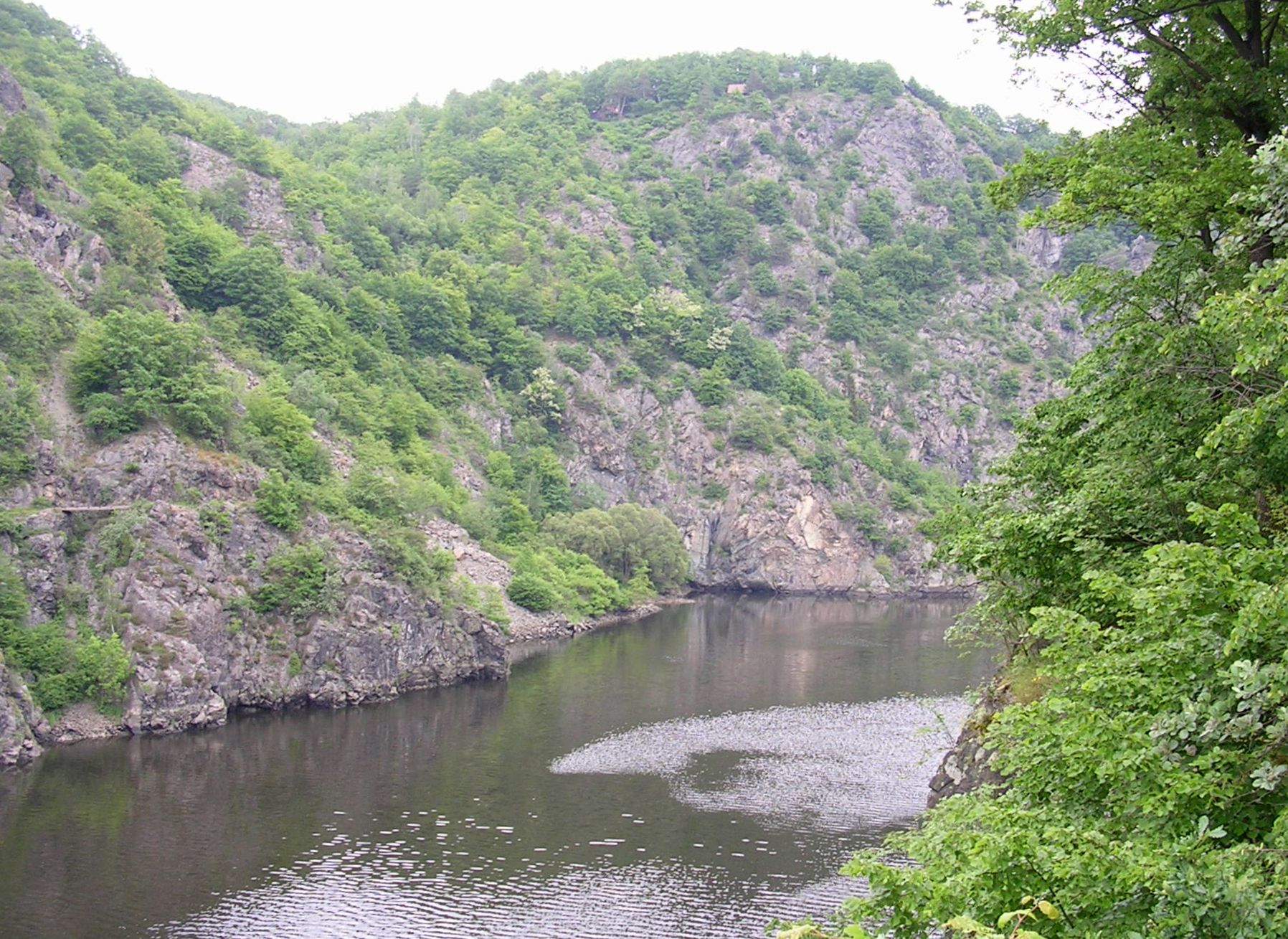
V blízkosti Krňanského vodopádu
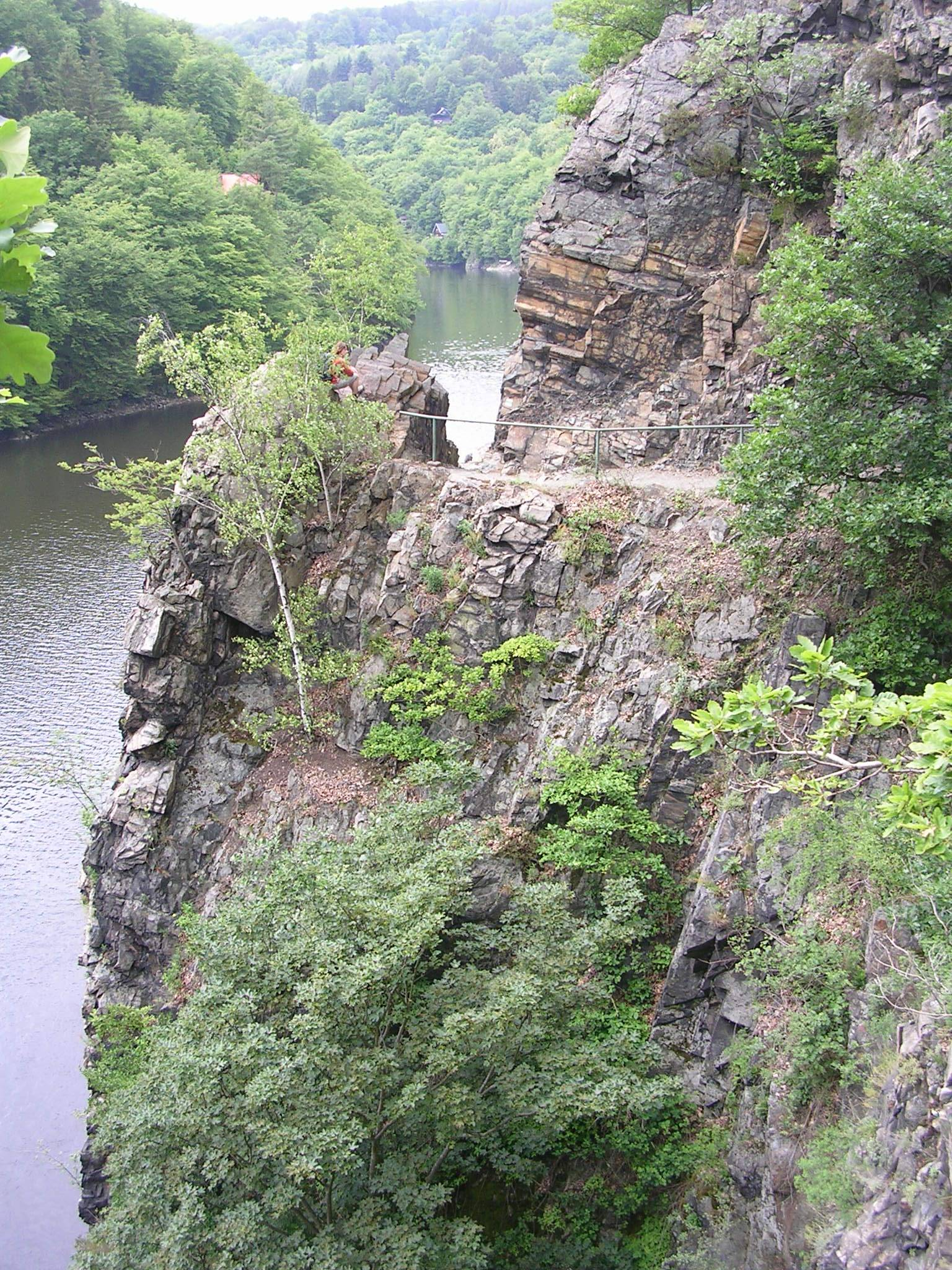
Stezka nad jezerem